# Carry Me in Your Dreams
Carry Me in Your Dreams (ursprungligen på albanska: Më merr në ëndërr, svenska: ta mig till dina drömmar) är en låt framförd av den albanska sångerskan Kejsi Tola.
Låten var Albaniens bidrag till Eurovision Song Contest 2009 i Moskva, Ryssland. Låten komponerades av Edmond Zhulali och Agim Doçi, männen bakom Albaniens debutbidrag "The Image of You" som sjöngs av Anjeza Shahini år 2004. Låten framfördes på engelska i tävlingen och slutade i finalen på en 17:e plats med 48 poäng.
Med låten vann Tola Festivali i Këngës 47, därmed fick hon representera Albanien i Eurovision Song Contest med låten.

### Fotnoter
1. ↑  ”Arkiverade kopian”. Arkiverad från originalet den 9 mars 2009. https://web.archive.org/web/20090309193944/http://esctoday.com/news/read/13466. Läst 8 mars 2009.